# Городок (Заводскослободский сельсовет)
Городо́к — деревня в составе Заводскослободского сельсовета Могилёвского района Могилёвской области Республики Беларусь.

## Географическое положение
Ближайшие населённые пункты: Поплавщина, Репище, Рудки, Незовка.

## История
В XIX — начале XX века — имение помещиков Оношко. Первый владелец — ксендз, каноник могилёвский и луцкий, профессор, ректор Варшавской духовной семинарии Ян сын Амброзия Оношко-Яцына (1765—1848), уроженец деревни Поплавщина. Похоронен на кладбище деревни Поплавщина.
22 сентября 1863 года в имении Городок родилась Мария Матвеевна Оношко, вторая жена основателя белорусского театра Игната сына Тарквиния Буйницкого. Венчание состоялось 17 февраля 1900 года в Быховском римско-католическом костёле.